# Solar Fields
Solar Fields es el nombre artístico del artista sueco de música electrónica Magnus Birgersson. Ha sacado seis discos y ha compuesto la música ambiental del videojuego de Electronic Arts, Mirror's Edge, además de su secuela, Mirror's Edge Catalyst.

## Historia
Magnus Birgersson estuvo involucrado en varios proyectos durante su adolescencia, tanto como percusionista como al piano y al teclado de varias bandas antes de lanzar su propio proyecto, Solar Fields, en 2001, con el álbum Reflective Frequencies.
Su música ha sido descrita como electrónica ambiental, atmosférica, profunda, extasiada, industrial e incluso orgánica.
En 2007 comenzó a componer la música para el juego de Mirror's Edge, un juego de aventura en primera persona de DICE, lanzado mundialmente el 14 de noviembre de 2008.

## Discografía

### Álbumes de estudio
- 2001: Reflective Frequencies
- 2003: Blue Moon Station
- 2005: Extended
- 2005: Leaving home
- 2007: EarthShine
- 2009: Movements
- 2009: Mirror's Edge (Original Game Score)
- 2010: Altered (Second Movements)
- 2010: Origin #01
- 2011: Until We Meet The Sky
- 2012: Random Friday
- 2013: Origin # 02
- 2014: Red
- 2014: Green
- 2014: Blue
- 2016: Mirror's Edge Catalyst (EA Games Soundtrack)
- 2018: Ourdom
- 2022: Formations